# 仓东水库
仓东水库是中国安徽省滁州市定远县境内的一座水库，位于淮河支流池河上，建于1976年。水库正常库容为600万立方米，集雨面积为18平方千米，海拔为50.77米。